# 조선민주주의인민공화국 축구 국가대표팀 경기 결과
조선민주주의인민공화국 축구 국가대표팀 경기 결과의 관한 문서이다.